# Grzybówka niebieskoszara

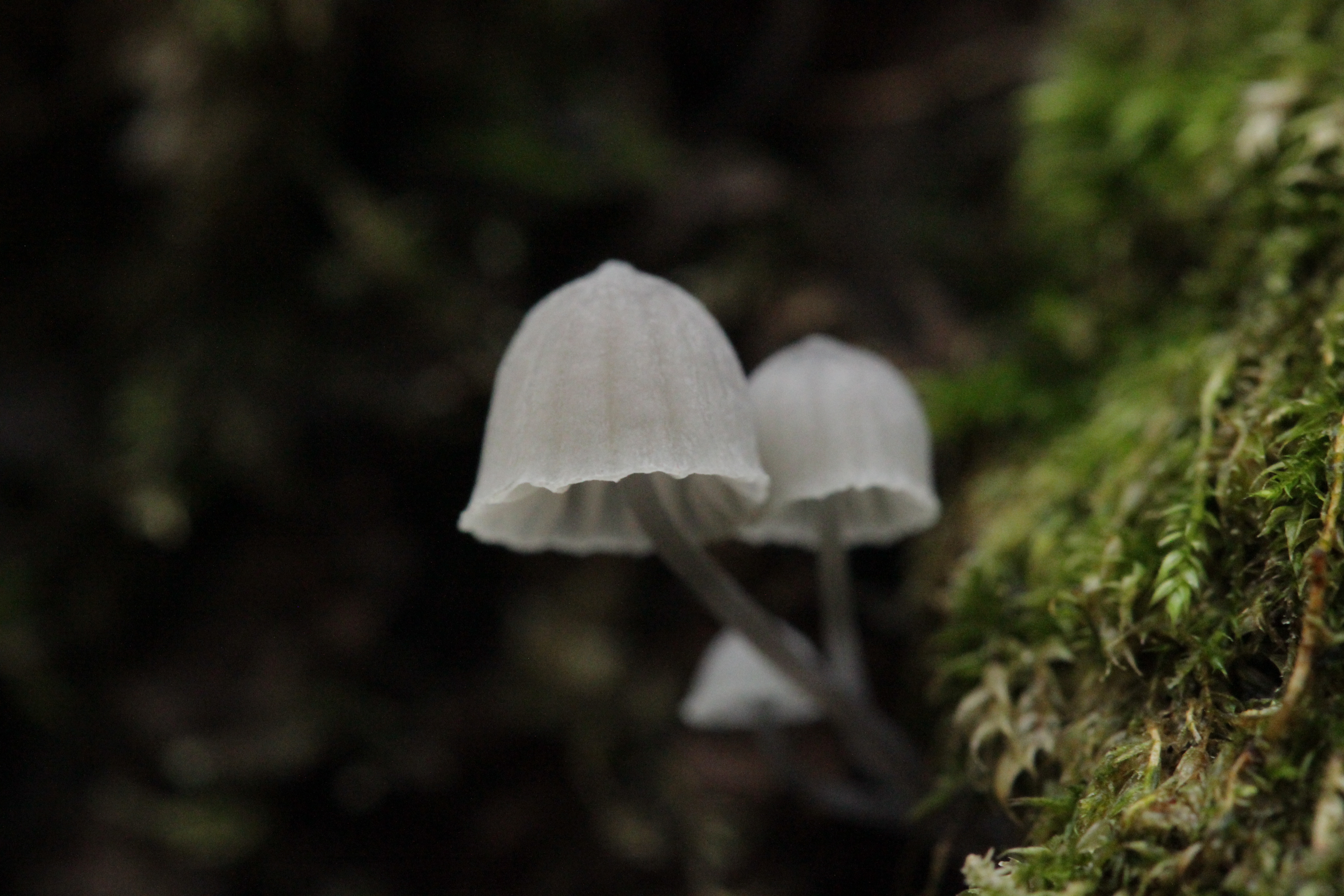

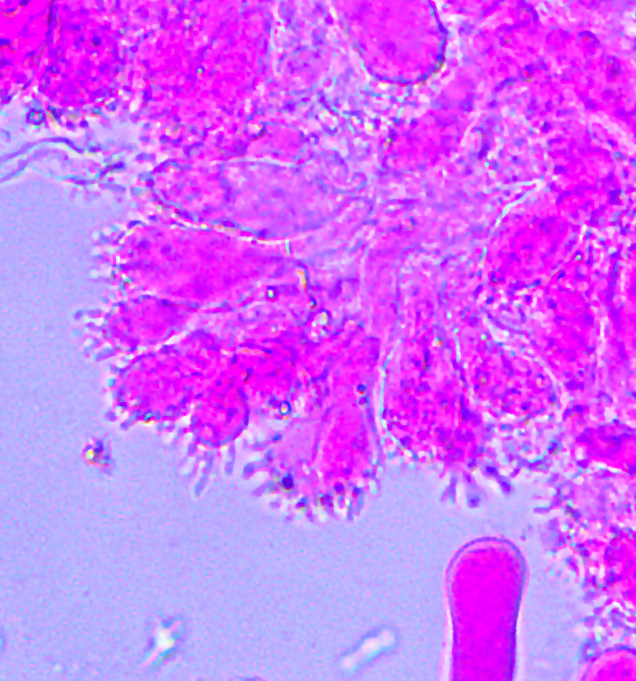

Grzybówka niebieskoszara (Mycena pseudocorticola (Lasch) Kühner) – gatunek grzybów z rodziny grzybówkowatych (Mycenaceae).

## Systematyka i nazewnictwo
Pozycja w klasyfikacji według Index Fungorum: Mycena, Mycenaceae, Agaricales, Agaricomycetidae, Agaricomycetes, Agaricomycotina, Basidiomycota, Fungi.
Takson ten opisał w 1938 r. Robert Kühner.
Franciszek Błoński w 1888 r. i Maria Lisiewska w 1987 r. opisywali go pod polską nazwą grzybówka nibykorowa. Władysław Wojewoda w 2003 r. zaproponował nazwę grzybówka niebieskoszara.

## Morfologia
Kapelusz
Średnica 2–12 mm, półkulisty, paraboliczny, szeroko stożkowy do wypukłego, czasem z małą brodawką, często nieco spłaszczony pośrodku, bruzdowany, półprzezroczysto-prążkowany. Powierzchnia oprószona, połyskująca, ciemnoniebieska, niebieskawo-szara lub szara, z wiekiem brązowiejąca.
Blaszki
W liczbie 8–14 dochodzących do trzonu, dość szerokie, wypukłe, szeroko przyrośnięte i zbiegające z krótkim zębem, szare do bladoniebieskawo-szarych lub szarobiałe, z wiekiem stają się blado sepiobrązowe,. Ostrza jaśniejsze.
Trzon
Wysokość 5–25 mm, grubość 0,2–1 mm, prosty lub zagięty. Powierzchnia kłaczkowato oprószona, od szarej do niebieskawoszarej, z wiekiem bardziej brązowawa. Podstawa gęsto pokryta długimi, białymi włókienkami.
Miąższ
Bez zapachu.
Cechy mikroskopowe
Podstawki 25–36 × 9–12 µm, maczugowate, 4-zarodnikowe ze sprzążkami, lub 2-zarodnikowe bez sprzążek, z rozdętymi sterygmami o długości do 13 µm. Zarodniki na podstawkach 4-zarodnikowych 8–10,5 × 7,5–10 µm, na podstawkach 2-zarodnikowych 13 × 12 µm, kulistelub prawie kuliste, gładkie, amyloidalne. Cheilocystydy 12–54 × 6–25 µm, pomieszane z podstawkami, maczugowate, ze sprzążkami lub bez, nierównomiernie pokryte prostymi lub rozgałęzionymi, zakrzywionymi lub krętymi naroślami o długości do 20 µm. Pleurocystyd brak. Trama blaszek dekstrynoidalna, w odczynniku Melzera barwiąca się na czerwono-brązowo. Strzępki włosków kapelusza o szerokości 2–5 µm, pokryte cylindrycznymi naroślami. Strzępki warstwy korowej trzonu uchyłkowate o końcowych komórkach mających długość 25–37,5 µm.
Gatunki podobne
Grzybówka niebieskoszara często rośnie na tym samym pniu wraz z grzybówką purpurowobrązową (Mycena meliigena). Częstsza jest grzybówka niebieskoszara. Młode owocniki tych gatunków są łatwe do rozróżnienia, ale z wiekiem stają się brązowe i trudne do odróżnienia. Podobne są również mikroskopowo. Cechą, po której można je odróżnić jest wielkość i kształt komórek końcowych strzępek skórki trzonu. U grzybówki niebieskoszarej są one przysadziste, nie dłuższe niż 37 µm.

## Występowanie i siedlisko
Znane jest występowanie grzybówki niebieskoszarej w niektórych krajach Europy, podano jej występowanie także w Ameryce Północnej i w Maroku. Władysław Wojewoda w zestawieniu grzybów wielkoowocnikowych Polski w 2003 r. przytacza 10 stanowisk z uwagą, że gatunek ten jest rzadki. Bardziej aktualne stanowiska podaje internetowy atlas grzybów. Zaliczony w nim jest do gatunków rzadkich, wartych objęcia ochroną. Znajduje się na Czerwonej liście roślin i grzybów Polski. Ma status V – gatunek narażony, który zapewne w najbliższej przyszłości przesunie się do kategorii wymierających, jeśli nadal będą działać czynniki zagrożenia.
Grzyb saprotroficzny. Rośnie w lasach liściastych, zwłaszcza w olsach, na porośniętej mchami i porostami korze martwych i żywych pni drzew liściastych, zwłaszcza buka, jesionu wyniosłego, czeremchy, dębu i wierzby.